# Carinus
Marcus Aurelius Carinus (250? - juli 285) was een Romeinse keizer van begin 283 tot juli 285.
Carinus was de oudste zoon van Carus, en geboren omstreeks 250. Hij werd samen met zijn broer Numerianus door zijn vader tot Caesar benoemd in 282, vrij snel nadat deze keizer geworden was. Carinus was voorts in 283 eerst consul en werd daarna door zijn vader benoemd tot medekeizer. Carinus en zijn vader werkten als keizers goed samen, en toen Carus met Numerianus op veldtocht naar Perzië ging bleef Carinus achter om het westen te verdedigen.
Carus stierf echter op deze veldtocht, en Numerianus werd daarna tot medekeizer verheven. Dat was op zich niet zo'n probleem, want de broers kwamen goed overeen. Beiden namen ook de titel Britannicus Maximus aan na een succesvolle veldtocht in Britannia.
Numerianus stierf in 284 echter plotseling aan een ziekte, en het leger riep Diocletianus uit als zijn opvolger. Carinus, bezig in Britannia, trok met zijn leger naar hem toe, en versloeg onderweg bij Verona eerst de usurpator Marcus Aurelius Iulianus. Daarna trok hij verder, en bij de rivier Morava kwam het halverwege 285 tot een beslissende veldslag, de slag bij de Margus.
Het is niet duidelijk wie deze slag gewonnen heeft. De bronnen hierover zijn discutabel. Er bestaan namelijk twee verslagen van het gebeuren die van elkaar verschillen: (1) in de eerste wint het leger van Carinus de slag, maar wordt deze gedood door een officier wiens vrouw hij zou hebben verleid. (2) In de tweede wint Diocletianus (mogelijk omdat Carinus' troepen hem verlaten) en wordt Carinus vermoord.
Van Carinus wordt gezegd dat hij een van de slechtste Romeinse keizers geweest zou zijn, onder meer door zijn losbandigheid. Het is echter duidelijk dat veel negatieve berichten over hem propaganda van Diocletianus zijn.